# Terratrèmol del mar d'Alborán de 2016
El terratrèmol del mar d'Alborán va ser enregistrat el dia 25 de gener de 2016 a les 04:22 hora local (GMT)

## Detalls i conseqüències immediates
La matinada del 25 de gener de 2016 es va produir un terratrèmol de magnitud 6,1 MW, a 66 quilòmetres de la ciutat marroquí d'Al Hoceima i a 162 quilòmetres al sud-est de Màlaga, al mar d'Alborán. El sisme es va sentir especialment al nord del Marroc i a la ciutat autònoma de Melilla, i en menor mesura, a tota la costa d'Almeria, Granada i Màlaga. A l'interior de la península Ibèrica, la tremolor es va sentir també en altres províncies com Còrdova, Granada i Málaga.

## Desenvolupament
L'Institut Geogràfic Nacional (IGN) havia registrat unes 250 rèpliques cap a les 8:00 hores del 26 de gener següent.

### 1a: 6.3
Aquest mateix sisme va ser enregistrat a les 5.22 hores d'aquella matinada.

### 2a: 4.4
Aquest sisme va ser enregistrat a les 7.10 hores.

## Danys i víctimes
A Espanya només hi ha hagut constància de danys materials i ferits lleus a Melilla, on es van interrompre temporalment les comunicacions telefòniques i el subministrament elèctric. També es van suspendre les classes a l'espera de revisar els possibles danys de les escoles. Els efectes del terratrèmol es van deixar sentir especialment en alguns edificis, on hi va haver constància de l'aparició d'escletxes així que de l'ensorrament d'alguns elements arquitectònics externs.
Al Marroc s'investiga si la mort d'un nen de 12 anys per un infart està relacionat amb el terratrèmol.